# Jugement (philosophie)
Pour les articles homonymes, voir Jugement.
 (mars 2009).
Si vous disposez d'ouvrages ou d'articles de référence ou si vous connaissez des sites web de qualité traitant du thème abordé ici, merci de compléter l'article en donnant les références utiles à sa vérifiabilité et en les liant à la section « Notes et références ».

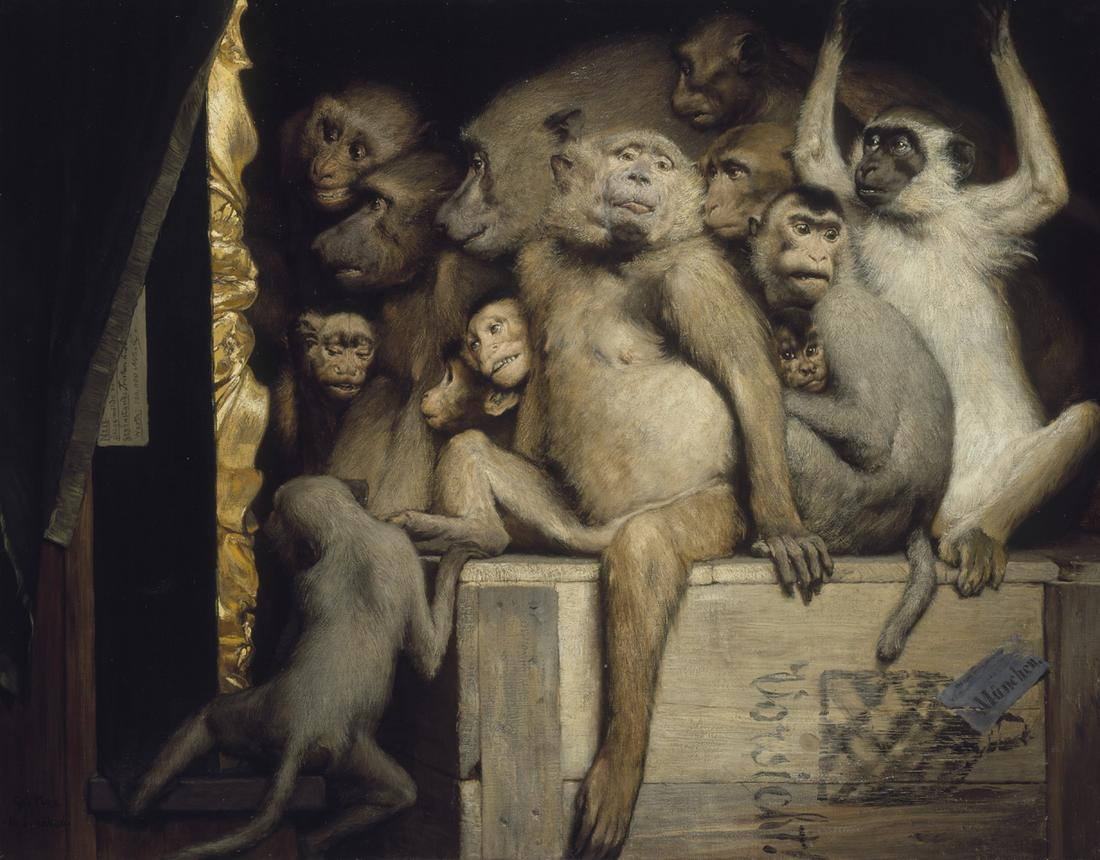
Singes comme critiques d'art, 1889, Gabriel von Max.

Le jugement est, en philosophie, une opération de connaissance, et non l'acte judiciaire de juger. Le terme de jugement est équivoque en philosophie, puisqu'il désigne tantôt (du point de vue psychologique) l'acte psychique par lequel nous affirmons, nions, etc., un contenu propositionnel, tantôt (du point de vue logique) ce contenu propositionnel lui-même.
Au XXIe siècle, c'est la première définition qui tend à s'imposer dans le langage courant.

## Jugement dans la philosophie classique

Illusion de Titchener : Les deux cercles orange sont de la même taille. Est-ce le jugement de mon esprit sur ce que je perçois qui me trompe, ou mes sens? Mais d'abord, est-ce sûr que je me trompe?

La définition traditionnelle du jugement considère celui-ci comme l'acte de prédiquer quelque chose de quelque chose: ainsi, dire « le chien est beau », c'est attribuer un prédicat, « la beauté », à un sujet, « le chien ». Cette définition classique est issue d'Aristote, et a été reprise notamment par Kant, pour qui le jugement est un acte de l'entendement par lequel celui-ci adjoint un concept à une intuition empirique (j'adjoins le concept de beauté à l'intuition empirique, c'est-à-dire, ici, à la sensation ou perception d'un chien). Dans cette mesure, un jugement est dit vrai lorsqu'il correspond au réel : si je dis « cet immeuble fait trois étages », ce jugement est vrai si l'immeuble fait effectivement trois étages, et non cinq. 
L'exemple paradigmatique soumis à réflexion est celui des illusions d'optique : lorsqu'en voyant la figure à gauche (les deux cercles orange), je dis que « ces deux cercles sont de tailles différentes », je me trompe. 
Pour interpréter cette "tromperie", les philosophes ont développé, depuis l'Antiquité, nombre de réflexions dont une position majoritaire s'est dégagée, soutenue par la philosophie classique (Descartes). Elle consiste à dire que la tromperie ou l'erreur ne proviendrait pas de la sensation elle-même, mais du jugement que l'esprit, ou l'entendement, porte sur ce qu'il perçoit. 
Ainsi, on ne se trompe pas si l'on dit que les cercles orange sont de même taille selon leur taille géométrique « réelle », et je ne me trompe pas non plus si je dis que ces mêmes cercles orange sont de tailles différentes selon l'apparence phénoménale que je perçois, c'est-à-dire selon mon point de vue (voir l'étonnante théorie des simulacres de l'épicurisme).
C'est donc le problème du rapport du réel à l'apparence qui est soulevé. 
Or, de Platon, qui fait du monde sensible une « copie » ou « image » du monde intelligible, dotée, dans cette mesure, d'une certaine réalité ontologique, jusqu'à Kant, qui distingue entre les phénomènes (ce qui nous apparaît, l'« apparaître », et non l'apparence) et les noumènes, rares sont les philosophes qui ont ôté de façon intégrale toute consistance ontologique à ce qui nous apparaît.
Kant distinguait en outre, dans la Critique de la raison pure, entre les jugements analytiques, a priori, et les jugements synthétiques. Parmi les jugements synthétiques, il distinguait à nouveau entre les jugements synthétiques a posteriori, ou empiriques, et les jugements synthétiques a priori. C'est d'ailleurs la dénégation de l'existence de ces derniers qui a fondé, au début du XXe siècle, les thèses centrales du positivisme logique du Cercle de Vienne (Carnap, etc.).

## Jugement de goût
Le jugement n'est toutefois pas toujours un jugement de connaissance. Il peut aussi être, selon la Critique de la faculté de juger de Kant, un « jugement de goût ».

## Jugements de faits et jugements de valeur
D'un point de vue épistémologique, on peut distinguer, globalement, deux types de jugements : les « jugements de faits » et les « jugements de valeur ». Le jugement de fait implique une observation neutre et objective. Le jugement de valeur implique une évaluation et une appréciation subjective.
Exemple de jugements de fait :
- La portière de la voiture est mal fermée
- Il pleut ce soir, etc.

Exemple de jugements de valeur :
- « La plaisanterie musicale » est une des pièces les plus drôles de Mozart.
- « Ce peintre n'a aucun talent » etc.

Il y a plusieurs manières de concevoir cette distinction entre jugements de faits et de valeur. On peut, comme le positivisme logique (Carnap, Alfred Ayer), la considérer comme une dichotomie : il y aurait d'un côté les jugements de fait, descriptifs et objectifs, et de l'autre les jugements de valeur, prescriptifs et subjectifs. Les énoncés scientifiques correspondraient alors à des jugements de fait, et les énoncés éthiques ou métaphysiques à des jugements de valeur. Mais on peut aussi atténuer cette dichotomie, en ne parlant plus que d'une distinction des faits et des valeurs: c'est la perspective prise par Hilary Putnam (2002), pour qui les faits et les valeurs sont imbriqués l'un dans l'autre. Dès lors, pour Putnam, la distinction fait-valeurs ne recoupe plus la distinction objectivité/subjectivité. Putnam s'appuie en particulier sur l'exemple des « concepts éthiques épais » (thick ethical concepts), qui mélangent aspects descriptifs et prescriptifs. Ce débat est décisif pour la possibilité d'adopter une perspective axiologiquement neutre, et pour la conception de l'objectivité que l'on se fait — à condition d'admettre une forme d'objectivité possible, quelle qu'elle soit, ce qui ne serait pas le cas d'un relativisme intégral, point de vue soutenu par Protagoras, l'adversaire sophiste de Platon.